# Christian Vinge
Christian Vinge (* 4. November 1935 in Göteborg) ist ein ehemaliger schwedischer Regattasegler.

## Werdegang
Christian Vinge belegte zusammen mit Bengt Waller bei den Olympischen Spielen 1960 in Rom den 24. Platz in der Regatta mit dem Flying Dutchman.